# دورینگ (بوتان)
دورینگ (به لاتین: Doring) یک منطقهٔ مسکونی در بوتان (کشور) است که در استان ها واقع شده‌است.